# Britzke
Britzke ist ein deutscher Familienname.

## Namensträger
- Kurt Bernhard von Britzke (1843–1896), preußischer Generalmajor
- Christof von Britzke (1535–1610), Amtshauptmann zu Halberstadt
- Erhard Britzke (1877–1953), deutschbaltisch-russischer Chemiker und Metallurg
- Friedrich von Britzke († 1515), Propst des Doms zu Brandenburg
- Sandro Luís Zamboni Britzke (* 1978), brasilianischer Fußballspieler
- Steffen Britzke alias Stevie B-Zet (1960–2023), deutscher Keyboarder und Techno-Produzent